# Chimica delle interfasi
La chimica delle interfasi è una branca della chimica fisica che si occupa della trattazione termodinamica della tensione superficiale e interfacciale di liquidi e solidi puri e delle relative miscele tra gas, liquidi e solidi. Inoltre viene caratterizzata, sia dal punto di vista termodinamico che da quello cinetico, la formazione di film su substrati liquidi.

## Definizione di interfaccia
Un'interfaccia è una superficie di confine tra due fasi differenti, come ad esempio un liquido e un solido in esso immiscibile, oppure due liquidi immiscibili, oppure un liquido e un gas in esso insolubile. 
I fenomeni che si svolgono all'interfaccia influenzano la fisica del sistema in esame tanto più quanto maggiore è il rapporto superficie/volume. Lo studio delle interfacce è quindi fondamentale nei sistemi ad alto rapporto superficie/volume, come i colloidi. 
In genere le interfacce possono essere considerate sferiche o piane (inoltre le interfacce piane possono essere considerate come delle interfacce sferiche con un raggio di curvatura finito o infinito).
Ad esempio le gocce d'olio sull'insalata possono essere considerate sferiche, mentre l'interfaccia aria-acqua nell'acqua di un bicchiere è essenzialmente piatta.
Una proprietà caratteristica delle interfacce è la tensione superficiale, che rende conto delle forze agenti sulle superfici dell'interfaccia.
Le interfacce possono inoltre causare vari fenomeni ottici, come la rifrazione. Le lenti ottiche sono un esempio di applicazione pratica delle leggi dell'ottica all'interfaccia vetro-aria.

## Generalità
La chimica delle interfasi è lo studio dei fenomeni chimici che si verificano all'interfaccia di due fasi, ad esempio tra un gas (come l'aria) e un solido, oppure tra un liquido e un solido.
La ricerca sulla chimica delle interfasi è strettamente legata alla "funzionalizzazione" di una superficie, tecnica che mira a modificare la composizione superficiale di una superficie incorporando elementi o gruppi funzionali che modificano le proprietà della superficie o dell'interfaccia stessa.
Lo studio e l'analisi della struttura e delle proprietà di una superficie interfasica coinvolge tecniche d'analisi fisiche e chimiche.
Tale studio, avviato tra gli altri da Irving Langmuir verso il 1920, si è sviluppato con l'avvento dei microscopi elettronici a scansione e dei microscopi elettronici a effetto tunnel. A Langmuir si deve anche l'equazione (detta appunto equazione di Langmuir) che viene usata per modellare l'adsorbimento di uno strato monoatomico, laddove tutti i siti di adsorbimento abbiano la stessa affinità per la superficie adsorbita. 
La chimica delle interfasi si interessa essenzialmente allo studio dei seguenti fenomeni: 
- Formazione di bolle e cavità
- Adsorbimento: adesione di molecole di gas o liquido alla superficie; può essere ulteriormente suddiviso in adsorbimento fisico e adsorbimento chimico (o "chemiadsorbimento"). L'operazione di adsorbimento viene sfruttata nel campo della catalisi eterogenea.
- Absorbimento: scambio di materia tra il bulk di due fasi attraverso la loro interfaccia; l'absorbimento viene sfruttato nell'operazione unitaria di assorbimento gas-liquido.
- Doppio strato elettrico: il comportamento di una superficie (o, in maniera più generalizzata, di un'interfaccia) all'interno di una soluzione è dipendente da carica superficiale, dipoli, energie e loro distribuzione all'interno del "doppio strato elettrico". Lo studio del doppio strato elettrico viene ad essere applicato nell'ambito dei fenomeni elettrochimici.

Meccanismo di absorbimento (a) e adsorbimento (b). I pallini blu rappresentano le molecole del soluto.

## Il doppio strato elettrico

Struttura del doppio strato elettrico:
1. IHP - Strato di Helmoltz interno （Inner Helmholtz Layer）
2. OHP - Strato di Helmoltz esterno （Outer Helmholtz Layer）
3. Film diffusivo
4. Ioni solvatati
5. Ioni adsorbiti
6. Molecole di solvente.

Il doppio strato elettrico (in inglese electric double-layer) consiste in una struttura che si origina all'interfaccia solido-liquido, in corrispondenza della quale si instaura un trasferimento di carica elettrica.
Il solido è costituito dall'elettrodo, mentre il liquido è rappresentato dall'elettrolita.
Il trasferimento di carica avviene a seguito dell'interazione tra la superficie del solido e gli ioni presenti nel liquido.

## Assorbimento: la teoria dei due film
Creata nel 1920 da Whitman e Lewis, questa teoria afferma che:
- In corrispondenza di una qualunque regione interfacciale è possibile individuare due porzioni (o "film"), una corrispondente ad un lato dell'interfaccia ed una all'altro lato, all'interno delle quali l'unica modalità di trasporto di materia è il meccanismo diffusionale. Le due porzioni di fase denominate film sono quindi ipotizzate "stagnanti", ovvero non vi sono contributi di tipo convettivo.
- In corrispondenza dell'interfaccia sono garantite le condizioni di "equilibrio di fase" (ovvero è valida la legge di Henry).
- I film hanno uno spessore trascurabile rispetto al bulk[3]. La teoria assume che nel bulk delle fasi si abbia miscelamento perfetto, cioè la concentrazione delle specie presenti sia omogenea nel bulk delle fasi.

È possibile considerare due situazioni teoriche:
- schematizzazione a film sottile;
- schematizzazione a mezzo semi-infinito.

Queste schematizzazioni servono perché si hanno riscontri pratici in fase di dimensionamento delle apparecchiature.
Può essere preso come riferimento il film liquido, analizzando i comportamenti diffusionali di una specie che va dalla fase gassosa a quella liquida in corrispondenza del film liquido.
Nel film c'è solo diffusione e immaginiamo di avere un gas (gas 1). Prendiamo due esempi:
- sistema naturale: il mare, la superficie di separazione gas-liquido è tra l'atmosfera e acqua; l'ossigeno dell'aria percorre un meccanismo simile a quello illustrato dalla teoria dei due film per assorbirsi nell'acqua. Esiste quindi un film lato atmosfera e uno lato mare.
- Sistema ingegnerizzato: letto a fanghi attivi, ai microrganismi serve l'ossigeno e lo introduciamo insufflandolo, cioè immettendo bolle d'aria a elevata pressione che entrano in contatto con il liquido. La superficie esterna di ogni bolla d'aria rappresenta l'interfaccia tra la fase gas e liquida, se trascuriamo l'interno della bolla d'aria per non scendere troppo nei particolari, sicuramente però esiste un film esterno alla bolla d'aria e l'ossigeno per poter entrare nel liquido deve percorre quello spazio e lo percorre attraverso un meccanismo diffusionale. All'interno della bolla d'aria c'è azoto e ossigeno, ma ai microrganismi l'azoto non serve e lo trascuriamo.

### Esempio: assorbimento di ossigeno in acqua con l'ipotesi di film sottile
Il film sottile è un'ipotesi di lavoro che prevede che il comportamento diffusionale del gas {\displaystyle a} (ossigeno per esempio) avvenga in condizioni stazionarie. Questo film è così piccolo che facilmente si raggiungono condizioni di stazionarietà per quanto concerne il trasporto di materia. 
Per poter descrivere in modo quantitativo il moto diffusionale della specie {\displaystyle a} indichiamo: 
- {\displaystyle C_{ai}} concentrazione della specie {\displaystyle a}, lato liquido, in corrispondenza dell'interfaccia
- {\displaystyle P_{ai}} pressione parziale lato gas.
- {\displaystyle {\bar {N}}_{A}} il flusso di materia del soluto (chiamato componente A) attraverso l'interfaccia gas-liquido mediato nell'intervallo di tempo che corrisponde al tempo di esposizione
- {\displaystyle \Delta c} la differenza di concentrazione di soluto tra la concentrazione {\displaystyle C_{Ai}} all'interfaccia e la concentrazione {\displaystyle C_{A0}} nel bulk del liquido.
- {\displaystyle {\mathcal {D}}} la diffusività di materia
- {\displaystyle t_{exp}} è il "tempo di esposizione".

La concentrazione {\displaystyle C_{ai}} sarà in equilibrio con {\displaystyle P_{ai}}
vale la relazione  {\displaystyle C_{ai}=HP_{ai}}                      (legge di Henry)
Ci interessa capire come dall'interfaccia l'ossigeno che ha concentrazione {\displaystyle C_{a0}} si muove per diffusione, cioè bisogna individuare il profilo di concentrazione dell'ossigeno nel film. 
Bisogna esprimere matematicamente come l'ossigeno (il gas {\displaystyle a}) si sposta dall'interfaccia verso la massa liquida per diffusione molecolare. L'ossigeno si sposterà e la sua concentrazione varierà punto per punto dentro il film perché la parte omogenea non è stata ancora raggiunta.
Per descrivere come si sposta individuo un volume di controllo dove posso applicare degli strumenti che conosco per descriver in modo quantitativo il fenomeno. 
La concentrazione dell'ossigeno varia punto per punto e bisogna eseguire un bilancio materiale. Si deve individuare un volume infinitesimo di spessore {\displaystyle dz} e una coordinata {\displaystyle z}, lungo il film, sulla quale avviene il trasporto diffusionale e scrivere un bilancio materiale di tipo microscopico sul volume infinitesimo. 
L'equazione differenziale che governa il fenomeno è data da:
{\displaystyle {\frac {\partial C_{a}}{\partial t}}={\mathcal {D}}{\frac {\partial ^{2}C_{a}}{\partial z^{2}}}}
Si tratta evidentemente di una semplificazione della Legge di Fick.
Le relative condizioni al contorno sono:
{\displaystyle \left\{{\begin{aligned}&C_{A}=C_{A0}\ \ \ \ (t=0)\\&C_{A}=C_{Ai}\ \ \ \ (z=0)\\&C_{A}=C_{A0}\ \ \ \ (z\rightarrow \infty )\end{aligned}}\right.}
Stiamo dicendo che {\displaystyle C_{a0}} sarà il valore di concentrazione della specie {\displaystyle a} che sarà costante all'interno della massa della fase liquida sulla base dell'ipotesi di perfetta omogeneità.
Risolvendo il sistema alle derivate parziali dato dall'equazione alle derivate parziali rappresentata dalla seconda legge di Fick e dalle sue condizioni al contorno associate, si perviene alla determinazione del flusso di materia istantaneo per z = 0 (cioè il flusso in corrispondenza dell'interfaccia gas-liquido):
{\displaystyle N_{A}(t)=\Delta c\cdot {\sqrt {\frac {\mathcal {D}}{\pi t}}}}
A questo punto bisogna mediare lungo l'intervallo di tempo tra t = 0 e t = texp per ricavare il flusso di materia mediato nel tempo:
{\displaystyle {\bar {N}}_{A}={\frac {\int _{0}^{t_{exp}}N_{A}(t)dt}{t_{exp}}}=\Delta c\cdot {\sqrt {\frac {4{\mathcal {D}}}{\pi t_{exp}}}}}